# Grupa Śródmieście Południe – Sławbor
Podobwód Śródmieście Południowe kryptonim „Warsztat” – struktura terytorialna Obwodu Śródmieście Armii Krajowej w okresie powstania warszawskiego powołana 13 sierpnia 1944 jako szczebel pośredni pomiędzy komendą obwodu a komendami Rejonu 2 i Rejonu 3, które znalazły się w Śródmieściu Południowym. 23 sierpnia zniesiono dowództwo komend 2 oraz 3 Rejonu, zastępując je odcinkami dowodzenia.

## Działania pododcinka
Pomiędzy 8 a 13 sierpnia dowódca I Obwodu Śródmieście ppłk Edward Pfeiffer „Radwan” zdecydował o wyodrębnieniu „Podobwodu Śródmieście Południowe”. Było to konieczne ze względu na utrudnioną, wskutek silnego ostrzału niemieckiego, komunikację przez Al. Jerozolimskie. Dowódcą podobwodu został mjr Stanisław Łętowski „Mechanik”, a jego zastępcami rtm. Władysław Abramowicz „Litwin” (dowódca 2 Rejonu) oraz mjr Władysław Brzeziński „Ratusz” (dowódca 3 Rejonu).
Podczas inspekcji w nocy z 21 na 22 sierpnia dowódca Obwodu zdecydował o przekazaniu dowództwa podobwodu ppłk. Jana Szczurka-Cergowskiego „Sławbor”. Pomiędzy 23 a 27 sierpnia ppłk „Sławbor” w miejsce dotychczasowych 2 i 3 Rejonów, podzielił podległe mu oddziały na trzy odcinki.

## Struktura Podobwodu Śródmieście Południowe
27 sierpnia obsada podobwodu przedstawiała się następująco:
Sztab
- dowódca – ppłk. Jan Szczurek Cergowski „Sławbor”;
- zastępca – mjr Stanisław Łętowski „Mechanik”;
- szef sztabu kpt. Bohdan Kwiatkowski „Lewar”;
- oficer operacyjny kpt. Stefan Radzimiński „Czerski”;
- oficer łączności, adiutant dowódcy kpt. Władysław Roman „Krzesław”;
- oficer do zleceń kpt. Alfred Korczyński „Sas”;
- pluton dowodzenia – dowódca ppor. Kazimierz Trzeszczyński „Szczerba”;
- pluton dyspozycyjny – ppor. Leszek Fircho „Leszek” (pluton 243 II Batalionu WSOP), zg. 2 września 1944.

Struktury bojowe
- 1 Odcinek Zachodni – dowódca ppłk Jacek Bętkowski „Topór”, zastępca mjr Władysław Brzeziński „Ratusz” któremu podlegały oddziały:
  - 1 Batalion „Golski”;
  - 2 Batalion „Zaremba” – „Piorun”.

- 2 Odcinek Wschodni – dowódca ppłk Władysław Garlicki „Bogumił”, zastępca rtm./mjr Władysław Abramowicz „Litwin”, któremu podlegały oddziały:
  - 1 Batalion „Ruczaj”
  - 2 Batalion „Miłosz”
  - 3 Batalion „Kryska” (do 3 września).

- 3 Odcinek Północny – dowódca mjr Narcyz Łopianowski „Sarna”, któremu podlegały oddziały:
  - 1 Batalion „Bełt” (od 6 września podporządkowano resztki Batalionu „Dzik”); Batalion przeszedł 11 września do odwodu, a jego miejsce zajął Batalion „Ostoja”.
  - Batalion „Sokół”
  - Od 5 września Batalion „Stefan”, pod dowództwem kpt. Stanisława Stefaniaka „Stefan” sformowany z oddziałów staromiejskich.

- Od 3 września wydzielono Odcinek Czerniakowski – dowódca płk. Jan Mazurkiewicz „Radosław”, któremu podlegały oddziały:
  - Zgrupowanie „Radosław” (Batalion „Broda”, Batalion „Czata” ok. 360 żołnierzy, oddział „Leśnik”);
  - 3 Batalion „Kryska”[1].

Odwód dowódcy stanowił Batalion „Iwo”.
Oddziały grupy walczyły od południowej strony Al. Jerozolimskich, Wspólną do Emilii Plater i Polnej. Od południa pl. Zbawiciela i Koszykowej oraz Al. Ujazdowskich do pl. Trzech Krzyży. Do 13 września ulicą Książęcą istniało połączenie z górną częścią Czerniakowa. Uderzenie sił niemieckich odcięło Czerniaków od Śródmieścia i powstańcy walczyli w okrążeniu, wspomagając m.in. przeprawę 3. dywizji piechoty 1 Armii Wojska Polskiego idącej z pomocą oddziałom powstańczym.